# Estação Intermunicipal de Corumbá
A Estação Intermunicipal de Corumbá é o maior terminal rodoviário da região do Pantanal, localizado na cidade de Corumbá, Mato Grosso do Sul. Situa-se entre as ruas Porto Carrero (o acesso principal da rodoviaria se dá por esta via), Rua Antônio João, Av Joaquim Wesceslau de Barros e Av Santa Cruz, no centro de Corumbá, assim como também na região central da cidade.

## Histórico
Em 2013 o terminal passa a ser administrado pela Fundação de Turismo do Pantanal e começa a sofrer sua primeira grande reforma após a inauguração. Foram investidos R$ 70 mil reais no terminal com nova pintura, novas grades e portões. Foram reformados também os banheiros com acesso universal.

## Generalidades

### Administração
A rodoviária é administrada desde abril de 2013 pela Fundação de Turismo do Pantanal (FUNDTUR/PANTANAL), que tem uma sala na rodoviária com funcionários administrando o local, atendendo e acolhendo o turista e todos os usuários e empresas que utilizam o espaço.

### Infraestrutura
No terminal, os usuários da rodoviária podem comprar passagens escolhendo os variados horários com itinerários de saídas ao longo do dia. Também há a oferta de algumas empresas que atendem linhas para cidades que não são atendidas por aeroportos, que atende a cerca de 20 mil passageiros por mês.

## Itinerários
Entre as principais empresas do segmento com itinerários na rodoviária, a Viação Andorinha ganha destaque. A empresa disponibiliza rotas de Corumbá até a capital do MS, oferecendo vários horários para o referido destino..
Outras empresas operantes no terminal de Corumbá são a Viação Cruzeiro do Sul, Autobuses Cruceña e La Preferida.